# Insuffisance aortique
 Mise en garde médicale
L'insuffisance aortique (IA), parfois appelée régurgitation aortique ou fuite aortique, est une maladie valvulaire cardiaque correspondant à un défaut d'étanchéité des valves aortiques du cœur qui provoque un flux sanguin rétrograde au cours de la diastole, de l'aorte vers le ventricule gauche.
L'insuffisance aortique peut être due à des anomalies de la valve aortique et/ou de l'anneau aortique et/ou de l'aorte ascendante (le début de l'aorte).
Si elle est associée avec un rétrécissement aortique, on parle alors de « maladie aortique ».

## Causes

### Insuffisance aortique chronique
La cause la plus fréquente d'insuffisance aortique chronique dans les pays industrialisés est une dégénérescence dystrophique du tissu élastique. La dystrophie entraîne une dilatation de l'anneau aortique, les valves ne sont alors plus jointives.  On parle alors d'insuffisance aortique annulo-ectasiante. On retrouve notamment cette dégénérescence dans un contexte de maladie de Marfan ou, plus rarement de syndrome d'Ehlers-Danlos. Les patients ont en général entre 40 et 60 ans.
Dans les pays en voie de développement c'est le rhumatisme articulaire aigu (RAA) qui en est la principale cause. Les patients sont alors souvent plus jeunes (20 à 30 ans). La lésion correspond à une fusion des commissures ainsi qu'à un épaississement et une rétraction des valves.
L'insuffisance aortique chronique peut également être secondaire à une endocardite bactérienne.
Certaines maladies congénitales malformatives telles que la bicuspidie valvulaire aortique, un anévrisme du sinus de Valsalva, un syndrome de Laubry-Pezzi ou des dilatations de l'aorte ascendante engendrent des insuffisances aortiques.
Plus rarement, l'IA peut être provoquée par des maladies inflammatoires ou infectieuses telles que la syphilis (quasiment disparue de nos jours, elle provoque une coulée calcaire de la paroi aortique), la spondylarthrite ankylosante, le lupus érythémateux disséminé, le syndrome de Fiessinger-Leroy-Reiter, le rhumatisme psoriasique, la maladie de Crohn, la maladie de Takayashu…

### Insuffisance aortique aiguë
L'endocardite infectieuse en phase aiguë peut provoquer une ou plusieurs végétations, une ulcération, une perforation voire une désinsertion des valves. Il s'agit de la principale cause d'insuffisance aortique aiguë.
La dissection aortique s'accompagne d'une insuffisance aortique aiguë, lorsque la dissection touche aussi l’anneau aortique.
Plus rarement, l'IA aiguë peut-être secondaire à un traumatisme thoracique, une rupture d'anévrisme d’un sinus de Valsalva.
Chez les patients ayant bénéficié d'une chirurgie valvulaire, l'insuffisance aortique peut survenir à la suite de la désinsertion de la prothèse.

## Physiopathologie
Au cours de la diastole, la régurgitation de sang depuis l'aorte vers le ventricule gauche va augmenter les pressions dans le ventricule et ainsi le dilater. L'augmentation du travail cardiaque pour maintenir un débit équivalent, malgré ce flux rétrograde, va concourir à l'hypertrophie du ventricule gauche. 
La dilatation est un phénomène irréversible, qui après quelques années ne pourra plus être compensée par l'hypertrophie aboutissant à une insuffisance ventriculaire gauche.
Rappelons que les artères coronaires se remplissent essentiellement en diastole, leur perfusion sera donc moins bonne favorisant l'ischémie myocardique.

## Signes
Suivant le degré de la fuite, le patient peut ne se plaindre de rien de particulier ou présenter des signes d’insuffisance cardiaque  :  dyspnée, œdèmes des membres inférieurs…  Plus rarement, il peut se plaindre de douleurs thoraciques, de malaises.
L’examen clinique montre typiquement la présence, à l’auscultation cardiaque d’un souffle diastolique présent au bord gauche du sternum. Très fréquemment, il existe un souffle systolique, dit d’accompagnement, et consécutif à l’augmentation du débit passant par  la valve aortique.  Rarement, il existe un roulement diastolique (dit « roulement de Flint ») imitant un rétrécissement mitral par fermeture de la grande valve mitrale qui est repoussée par le flux de la fuite aortique. En cas d’insuffisance aortique importante, il existe une augmentation de la différentielle de pression (pression systolique – pression diastolique), une pression diastolique basse étant évocatrice d’une fuite significative. Cette augmentation de la différentielle est responsable d’une hyperpulsatilité artérielle entraînant un certain nombre de signes classiques : « signe de Musset » (hochement de la tête rythmé par le cœur), « pouls bondissant de Corrigan »… Des signes d’insuffisance cardiaque sont recherchés systématiquement (présence de crépitants à l’auscultation des bases pulmonaire, d’une turgescence jugulaire, d’œdèmes des membres inférieurs…).

## Examens complémentaires
La biologie ne montre rien de spécifique. Le taux de BNP peut être augmenté en cas d’insuffisance cardiaque sans que cela ne permette de présumer la cause de cette dernière.  À titre systématique seront recherchés des signes latents d’une infection pouvant orienter vers une endocardite  (hyperleucocytose, augmentation de la CRP), ceux d’une insuffisance rénale (créatininémie) ou hépatique pouvant témoigner de la gravité de l’insuffisance aortique.
La radiographie du thorax ne montre rien de spécifique. Dans les formes chroniques et importantes, il existe une dilatation de l’aire cardiaque (cardiomégalie). En cas d’insuffisance aortique aiguë, l’élargissement du médiastin doit faire évoquer une dissection aortique.
L’échocardiographie reste l’examen clé. Elle permet de confirmer le diagnostic, de faire une estimation semi quantitative de son importance, d’en rechercher la cause et d’en évaluer le retentissement sur le ventricule gauche. Le flux de l’insuffisance aortique est directement visualisé par doppler soit en mode continu soit en mode couleur. Dans ce dernier cas, la taille du flux de régurgitation et sa direction sont des renseignements importants. La valve aortique peut être normale et fine, remaniée et épaissie, parfois biscupide (deux feuillets au lieu de trois). En cas d’endocardite, elle peut être perforée ou présenter des excroissances plus ou moins importantes, les « végétations ».  Le retentissement ventriculaire gauche est essentiellement analysé par la taille de cette cavité et sa capacité contractile (fraction d'éjection) : une dilatation du ventricule gauche est un argument important en faveur d’une mauvaise tolérance d’une fuite importante, ce qui peut conduire à l’intervention chirurgicale. L’aorte thoracique ascendante peut parfois être dilatée, ce qui témoigne d’une maladie annulo-ectasiante.  La bonne visualisation de cette partie de l’aorte peut nécessiter de recourir à une échographie transœsophagienne qui permet également de mieux définir le mécanisme de la fuite : par élargissement de l'anneau et défaut de coaptation valvulaire, par prolapsus de l'une des cusps ou par rétraction de cette dernière.  
La scintigraphie cardiaque peut aider à quantifier la fuite mais est rarement nécessaire si l’échographie et l’angiographie sont concordantes.
Le scanner et l’IRM cardiaque n’ont pas une définition spatio-temporelle suffisante pour bien visualiser les valves. Ils peuvent être un examen d’appoint pour évaluer le retentissement de l’insuffisance aortique sur le ventricule gauche. Ils permettent souvent de mieux analyser le calibre de l’aorte ascendante que l’échocardiographie.
L’angiographie, par injection d’un produit de contraste dans l’aorte ascendante, permet de visualiser la fuite et d’en estimer l’importance. Cet examen est couplé avec  une coronarographiece qui permet de compléter le bilan pré-opératoire lorsqu’une indication chirurgicale est discutée.

## Surveillance
Une fuite modérée peut rester asymptomatique toute une vie et ne requérir aucun traitement particulier.
Une fuite moyenne peut rester stable pendant de nombreuses années. Elle peut également aboutir à une dégradation de la fonction cardiaque dont les premiers signes sont un élargissement du ventricule gauche. Une surveillance échocardiographie régulière est donc indispensable pour pouvoir proposer une intervention chirurgicale le moment venu. 
Une fuite importante ou massive peut être mal tolérée d’emblée avec un risque de décompensation cardiaque et une mortalité accrue. Elle indique une intervention chirurgicale.
Quelle que soit son importance, une insuffisance aortique peut se compliquer, de manière rare, par une infection de la valve (endocardite infectieuse). La mise systématique sous antibiotiques avant certains soins dentaires a été longtemps préconisée. Elle ne fait plus partie des recommandations actuelles.

## Traitement
La prise en charge des valvulopathies cardiaques a fait l'objet de la publication de plusieurs recommandations. Les recommandations américaines ont été mises à jour en 2020. Celles, européennes, ont été mises à jour en 2021.

### Traitement médical
En présence d'une insuffisance cardiaque, le traitement n'est pas spécifique : diurétiques, inhibiteurs de l'enzyme de conversion ou antagoniste des récepteurs de l'angiotensine II, bêta-bloquants et régime désodé. 
Chez le patient asymptomatique, le blocage du système rénine-angiotensine permet de diminuer la mortalité et la survenue de complications hémodynamiques.

### Traitement chirurgical
Elle repose sur l’exérèse de la valve malade et son remplacement, soit par une valve mécanique, soit par une bioprothèse valvulaire, le tout, faite sous circulation extra-corporelle. Une plastie (réparation) est parfois possible.  En cas de dilatation de l’aorte ascendante, peut-être fait, dans un même temps, le remplacement de cette dernière par un tube valvulé (« opération de Bentall »). Parfois, une plastie (réparation de la valve sans changer cette dernière) peut être faite avec un bon résultat à long terme. Une implantation percutanée d'une prothèse valvulaire aortique (TAVI) peut également être proposée, mais ne règle pas le problème d'une aorte initiale dilatée.
L'indication opératoire est motivée l'importance de la fuite avec symptômes ou son retentissement sur le ventricule gauche chez un patient asymptomatique (fraction d'éjection inférieure à 50 %, diamètre télédiastolique du ventricule gauche supérieur à 70mm, ou diamètre télésystolique supérieur à 50 mm en échocardiographie). Elle peut être également portée sur la présence d'un anévrisme de l'aorte ascendante. Le caractère aigu ou chronique de la fuite a également son importance, le premier cas imposant une réparation chirurgicale rapide. l'intervention tend à être de plus en plus recommandée si la fuite est jugée sévère, même si le patient est peu symptomatique, les suites opératoires étant meilleures dans ces cas.
L'Implantation percutanée d'une prothèse valvulaire aortique (TAVI), jusque-là réservé au traitement du rétrécissement aortique, constitue un traitement possible de l'insuffisance aortique pour laquelle la chirurgie conventionnelle est jugée trop risquée. 